# Urobatis maculatus
Urolophus maculatus là một loài cá trong họ Urotrygonidae. Đây là loài đặc hữu của México. Môi trường sống tự nhiên của nó là biển nông, bãi dưới triều, rạn san hô, cửa sông, đầm lầy gian triều, vụng biển. Nó bị đe dọa do mất môi trường sống.

## Hình ảnh

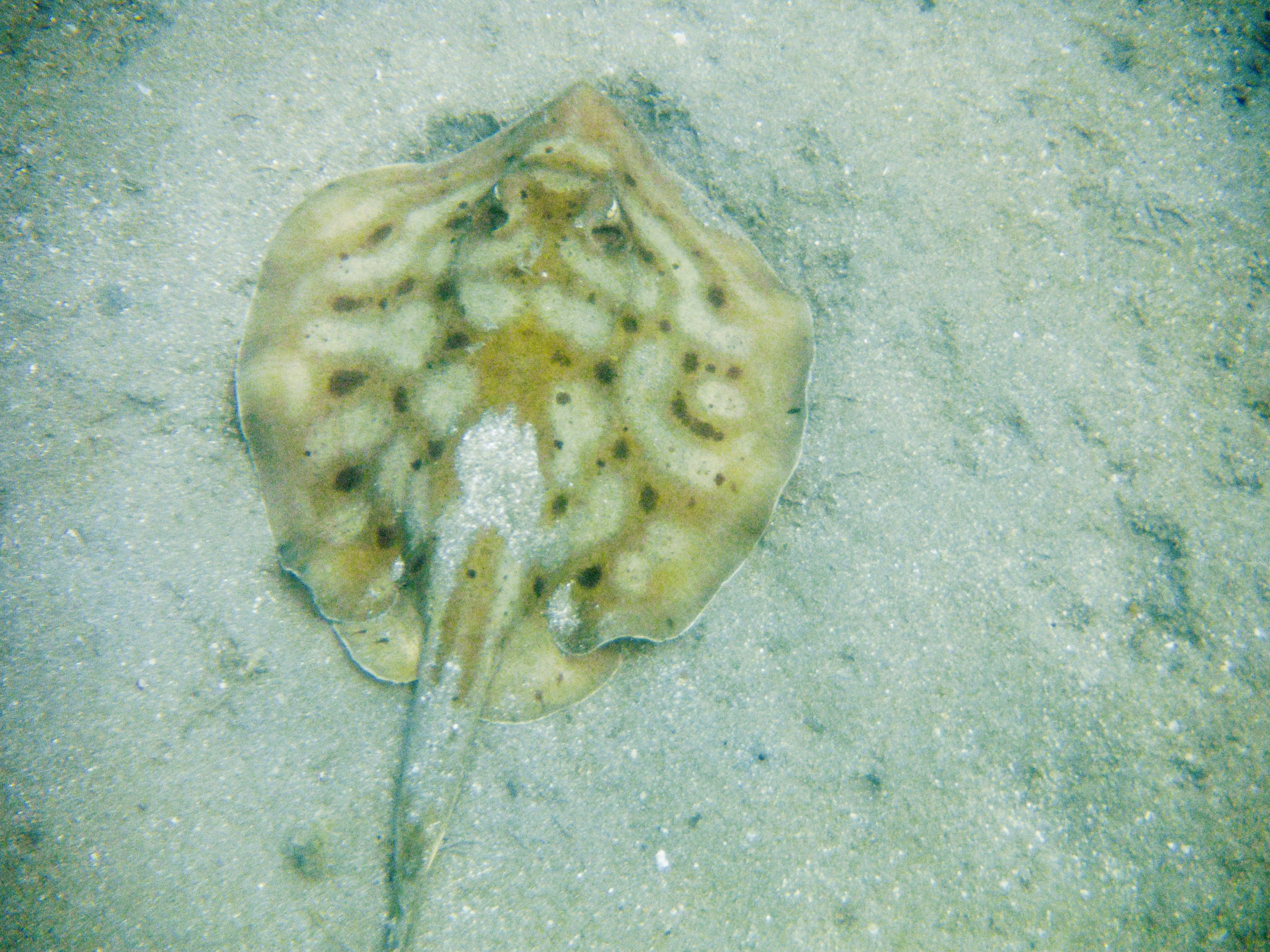